# Historia Plantarum (Gessner)
Als Historia Plantarum oder Historia stirpium wird ein unvollendetes Werk von  Conrad Gessner bezeichnet, an dem er während seines letzten Lebensjahrzehnts arbeitete. Bis zu seinem Tod Ende 1565 hatte Gessner über 1500 Pflanzenzeichnungen zusammengetragen, die er teilweise selbst angefertigt hatte.

## Verbleib von Gessners Nachlass
Nach Gessners Tod gelangten die mit umfangreichen Notizen und Textfragmenten versehen Illustrationen in den Besitz seines Assistenten Caspar Wolf. 1566 veröffentlichte Wolf in einer an Johann Crato von Krafftheim als Pollicitatio bekannten gewordenen Schrift beispielhaft sieben Illustrationen aus Gessners Nachlass:

Illustrationen in Wolfs Pollicitatio
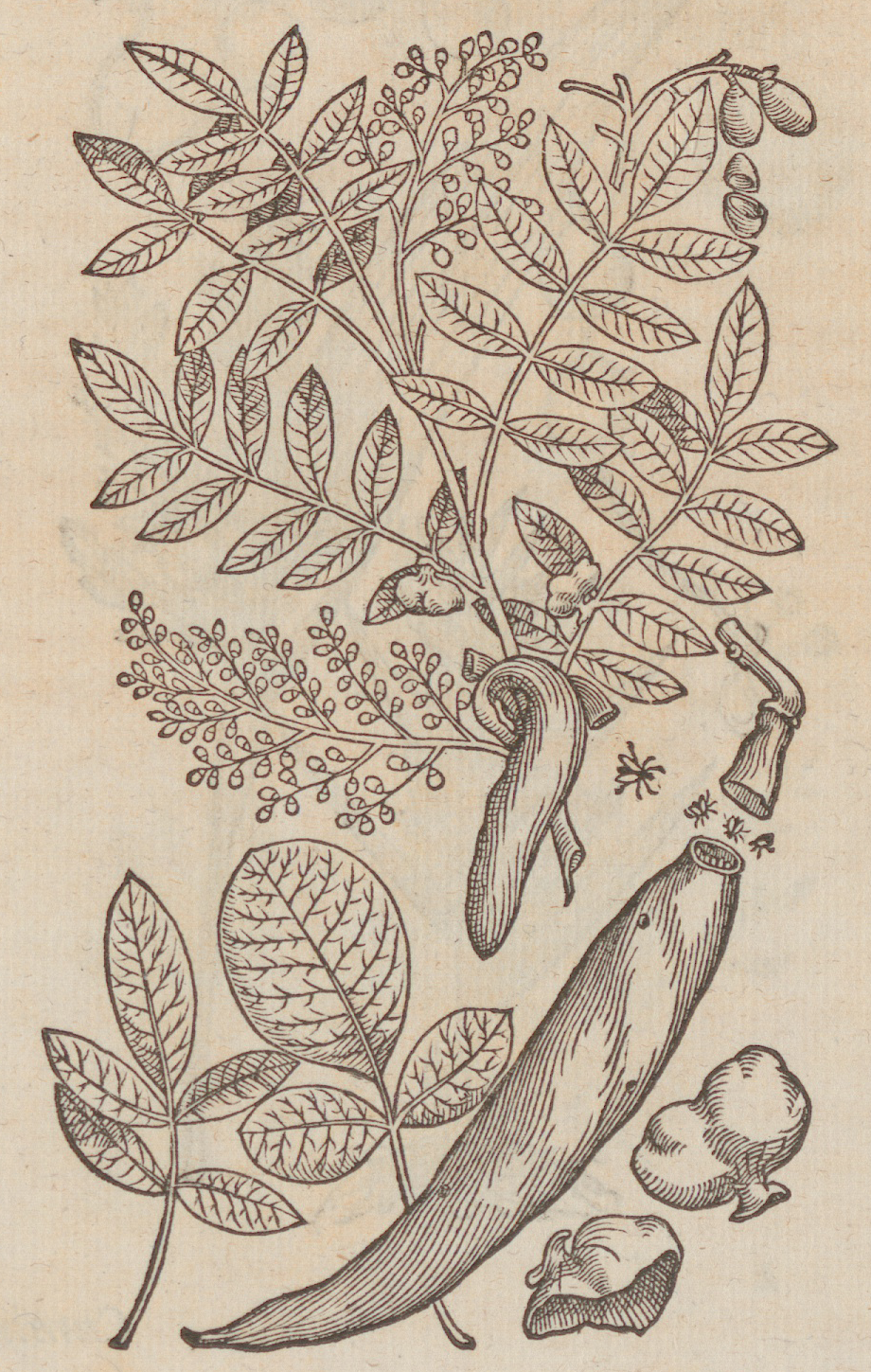
S. 49r
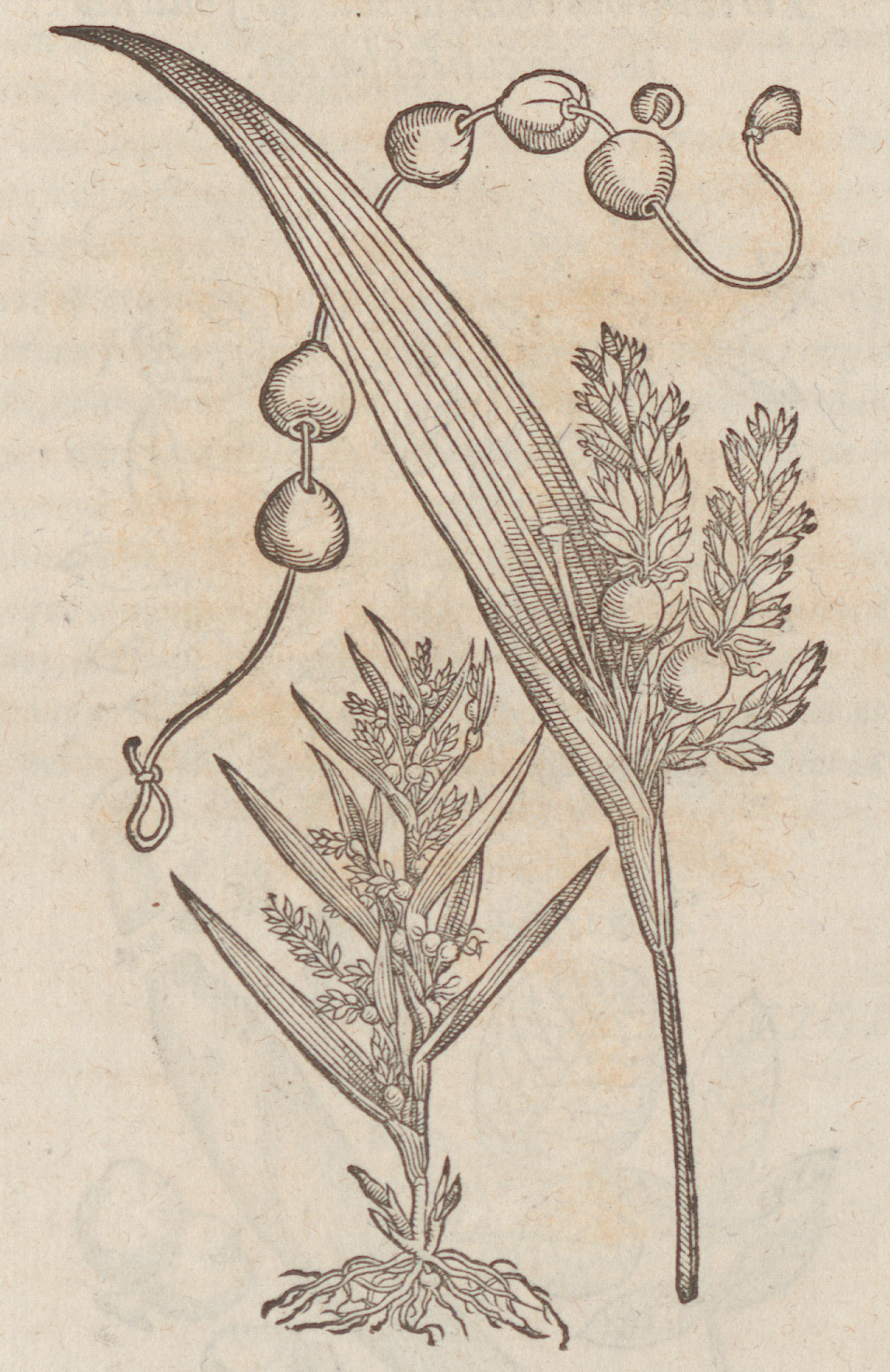
S. 49v
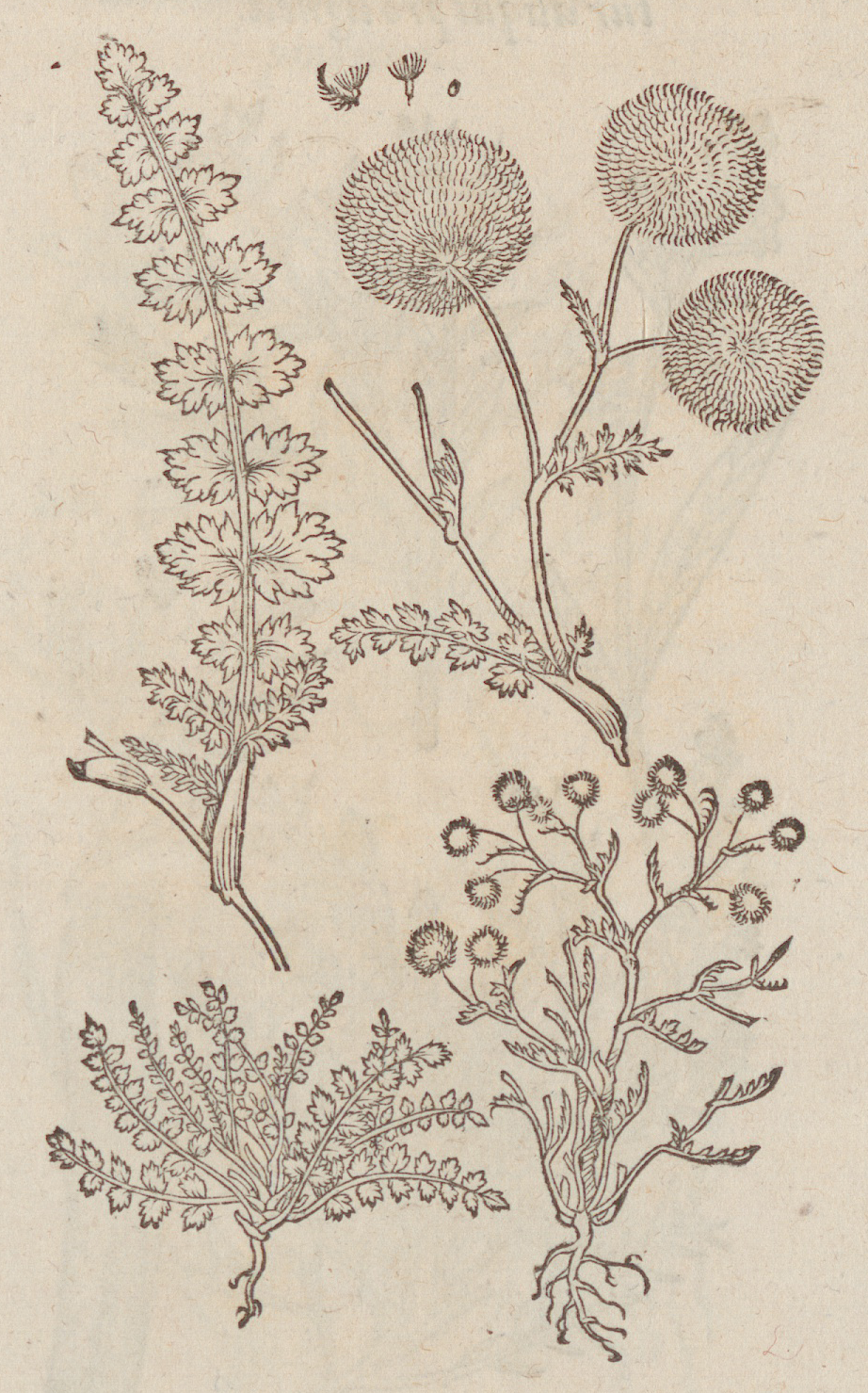
S. 50r
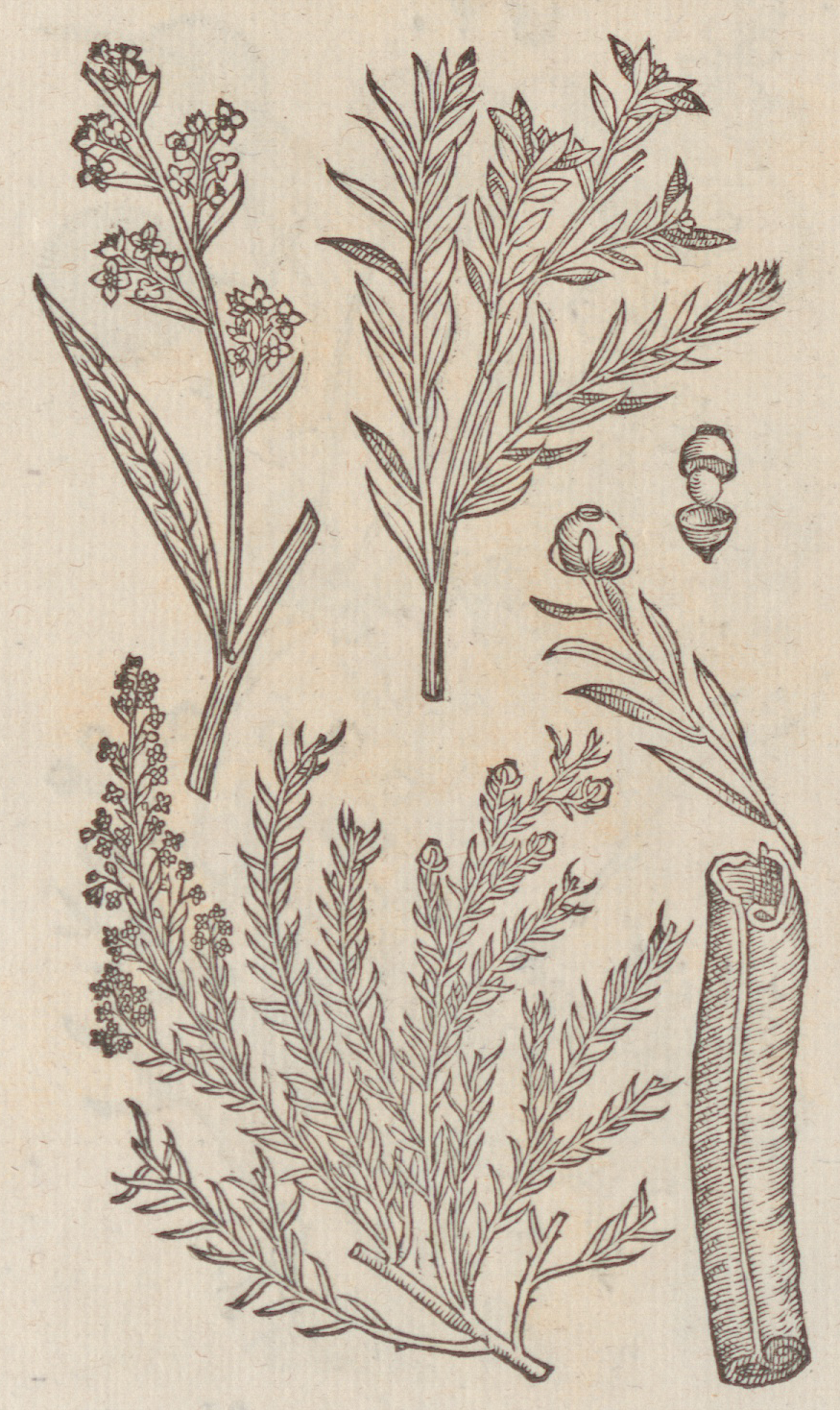
S. 50v
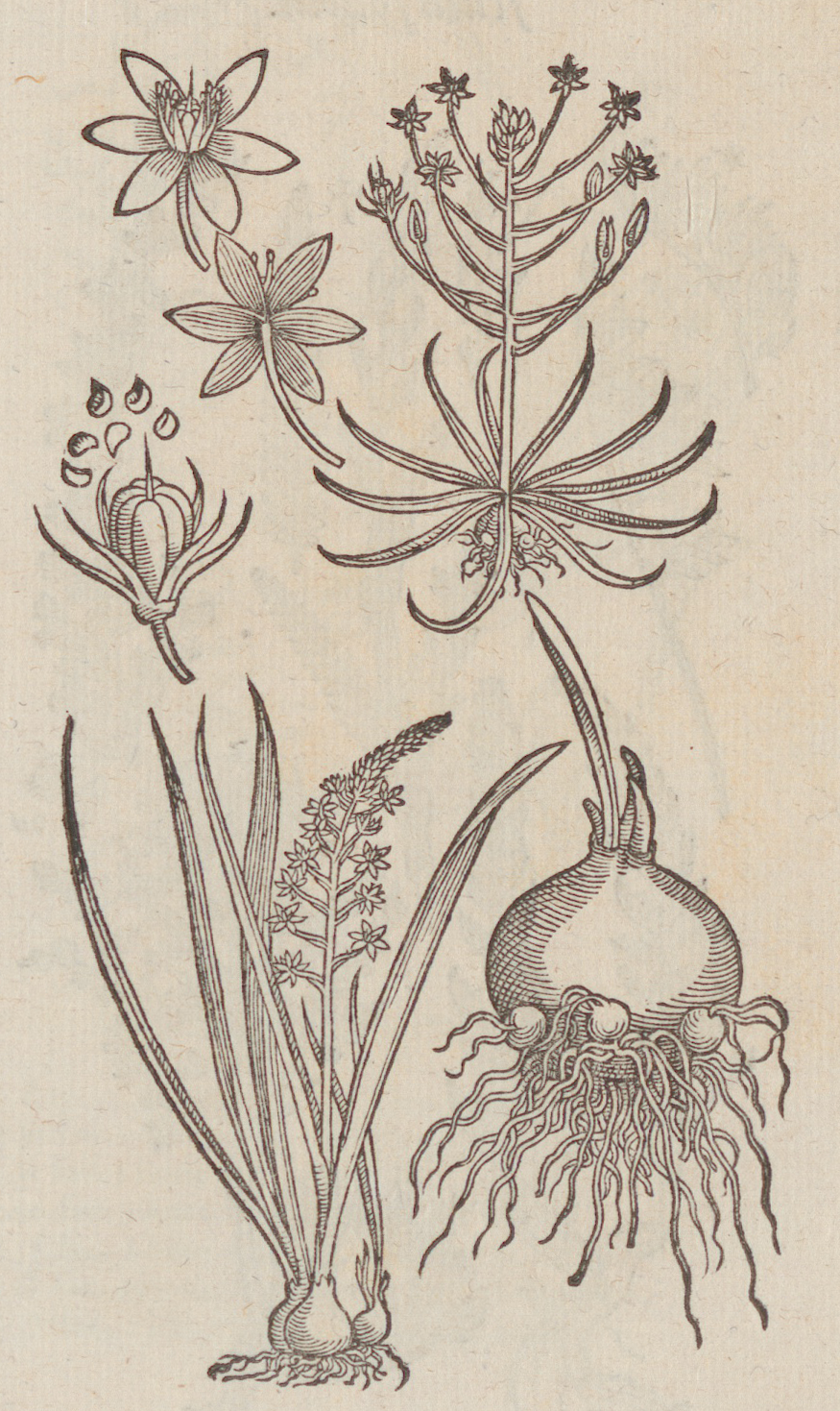
S. 51r
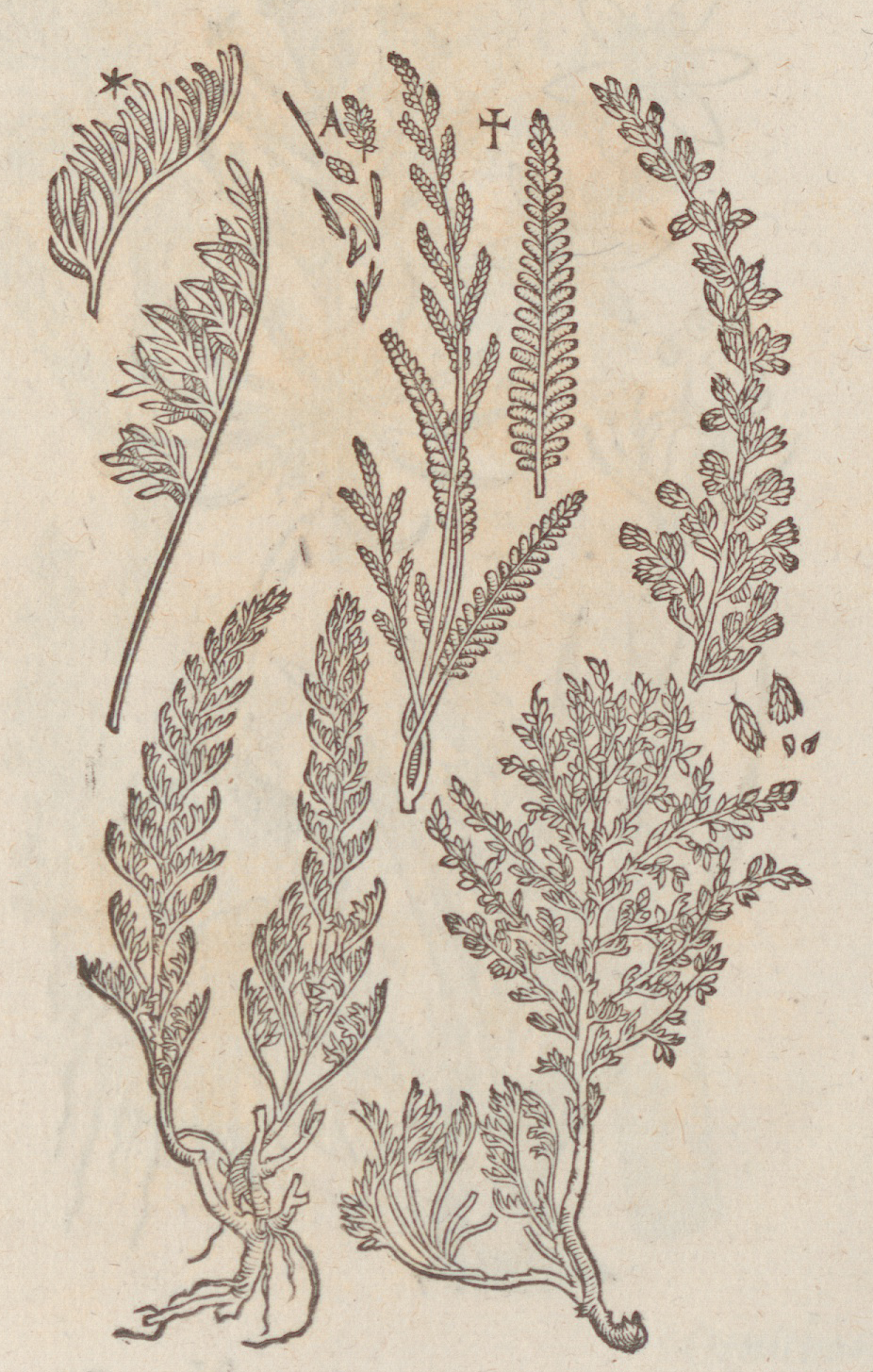
S. 51v
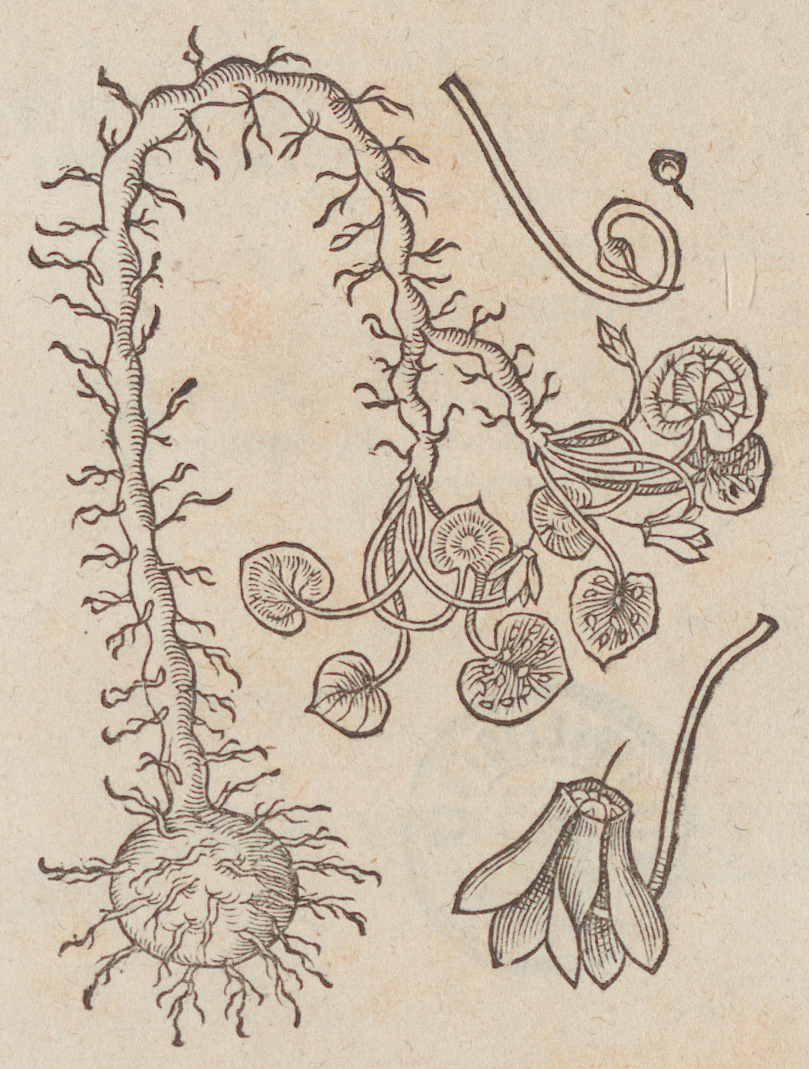
S. 52r

Sie zeigen die Terpentin-Pistazie (Pistacia terebinthus), die Hiobsträne (Coix lacryma-jobi), den Hasenkümmel (Lagoecia cuminoides), die Zimtkassie (Cinnamomum cassia), eine Art der Milchsterne (Ornithogalum sp.), eine Art der Gattung Artemisia (Artemisia sp.) sowie das Europäische Alpenveilchen (Cyclamen purpurascens).
Wolf verkaufte den Nachlass schließlich um 1580 an Joachim Camerarius den Jüngeren. 1586 besorgte Camerarius mit De plantis epitome utilissima eine erweiterte Neuausgabe von Mattiolis Compendium de plantis omnibus aus dem Jahr 1571. Sie wurde noch im selben Jahr ins Deutsche übersetzt und unter dem Titel Kreutterbuch herausgegeben. Camerarius benutzte für beide Werke sowohl bereits geschnittene als auch vorgezeichnete
Holzschnitte nach den Vorlagen Gessners, die er von Wolf erworben hatte.

Illustrationen in Camerarius’ De plantis epitome utilissima (Auswahl)
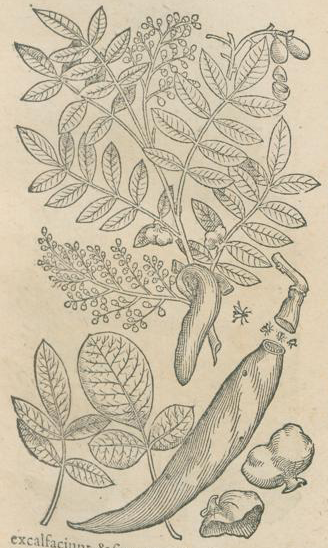
S. 51
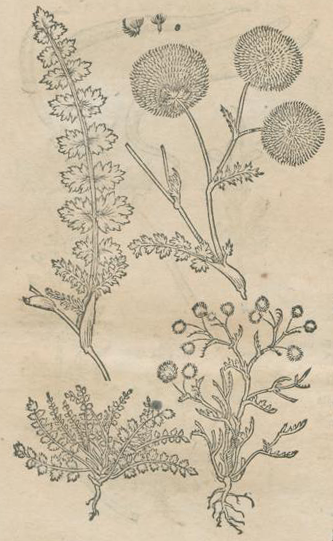
S. 519
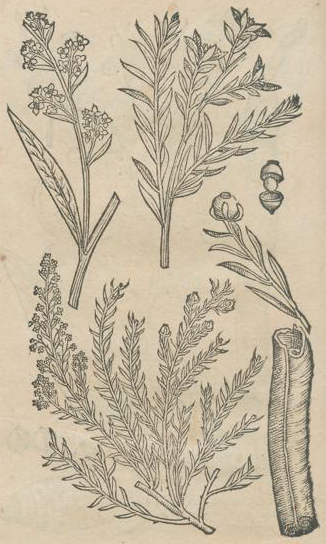
S. 26
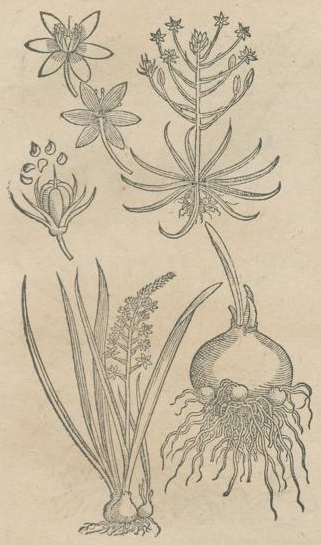
S. 315
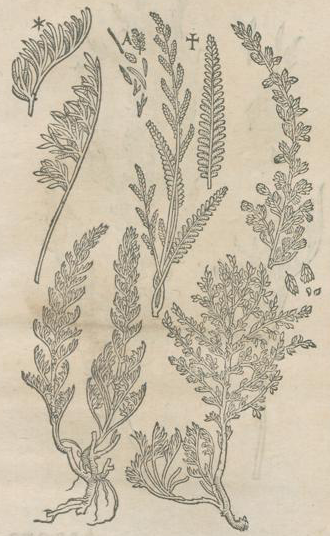
S. 457
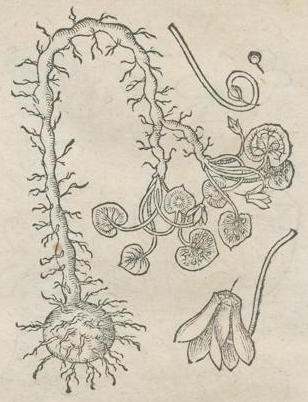
S. 358

Nach Camerarius Tod erbte sein Sohn Ludwig Joachim Camerarius (1566–1642), ein Halbbruder von Ludwig Camerarius, Gessners Nachlass. Ludwig Joachim Camerarius selbst hatte keine männlichen Nachfahren. Seine Tochter hatte in die Familie Nützel eingeheiratet. Gessners Nachlass geriet schließlich in den Besitz von Johann Georg Volkamer. Sein gleichnamiger Sohn Johann Georg Volkamer bot das Manuskript 1711 für 300 Gulden erfolglos der Bürgerbibliothek Zürich an. 1744 erwarb Christoph Jacob Trew den Nachlass und beauftragte den Erlanger Professor Casimir Christoph Schmidel mit der Bearbeitung und Herausgabe von Gessners Nachlass.

Illustrationen in Schmidels Opera Botanica (Auswahl)
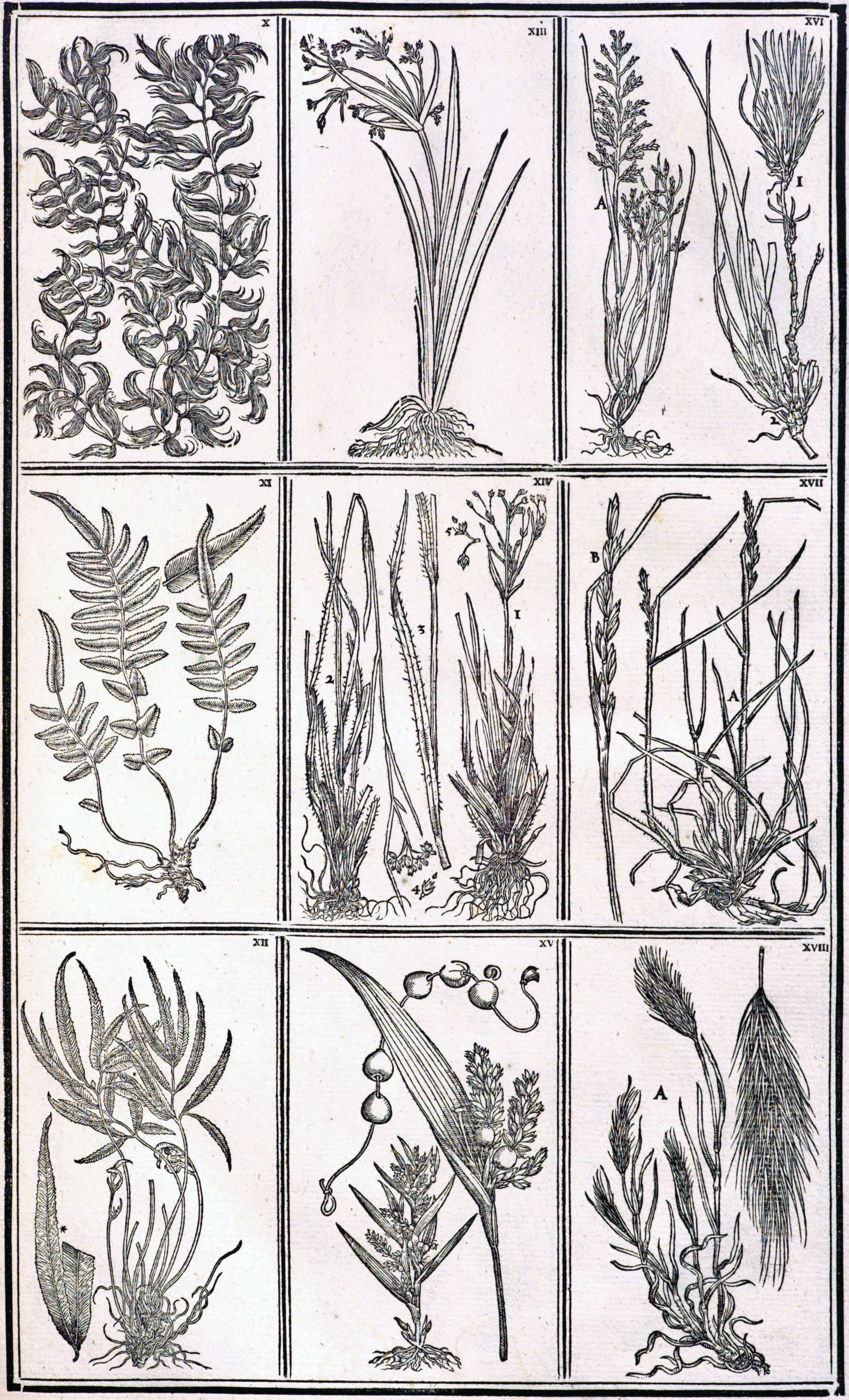
Teil 1, Tab. II
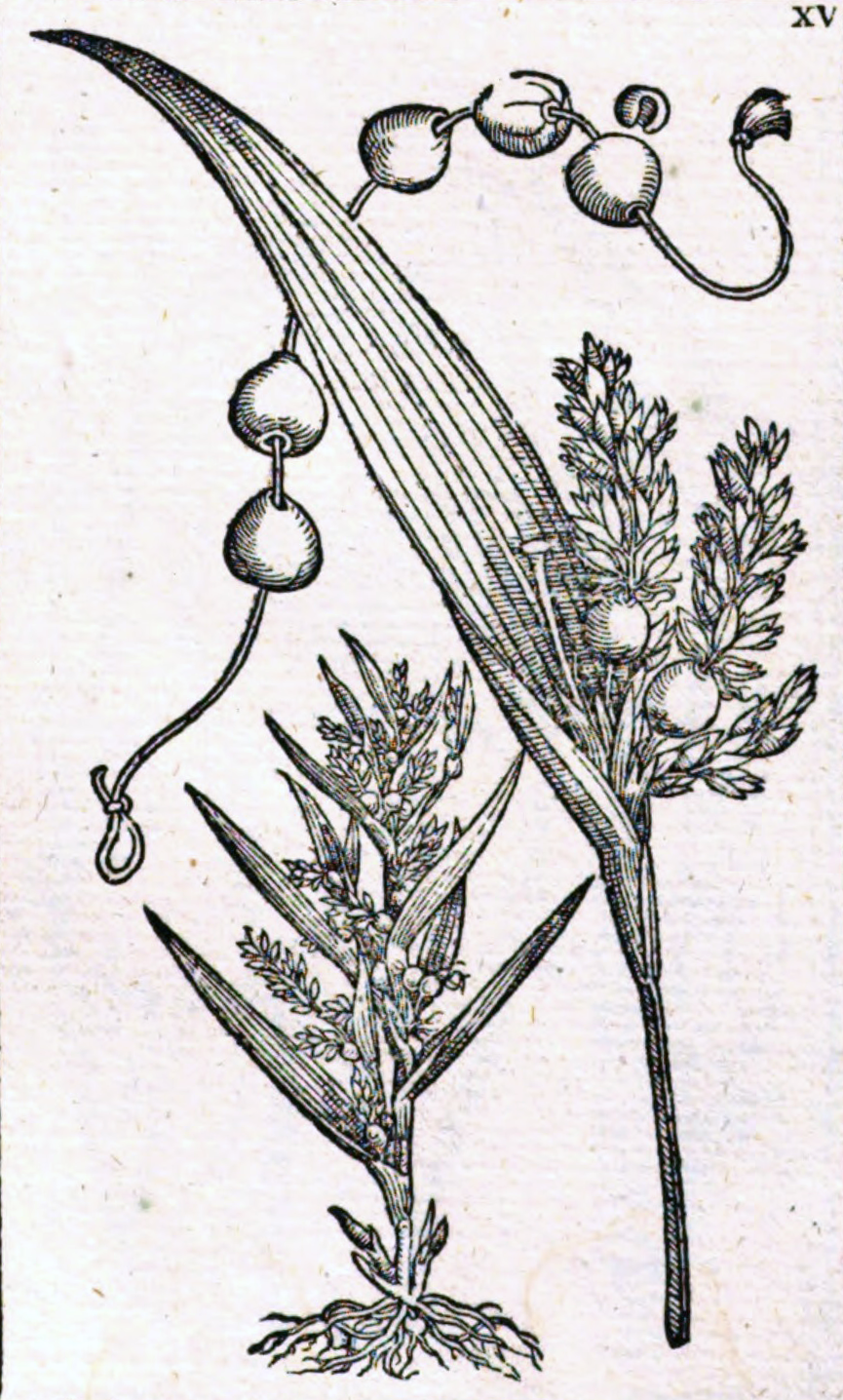
Teil 1, Tab. II, Fig. XV
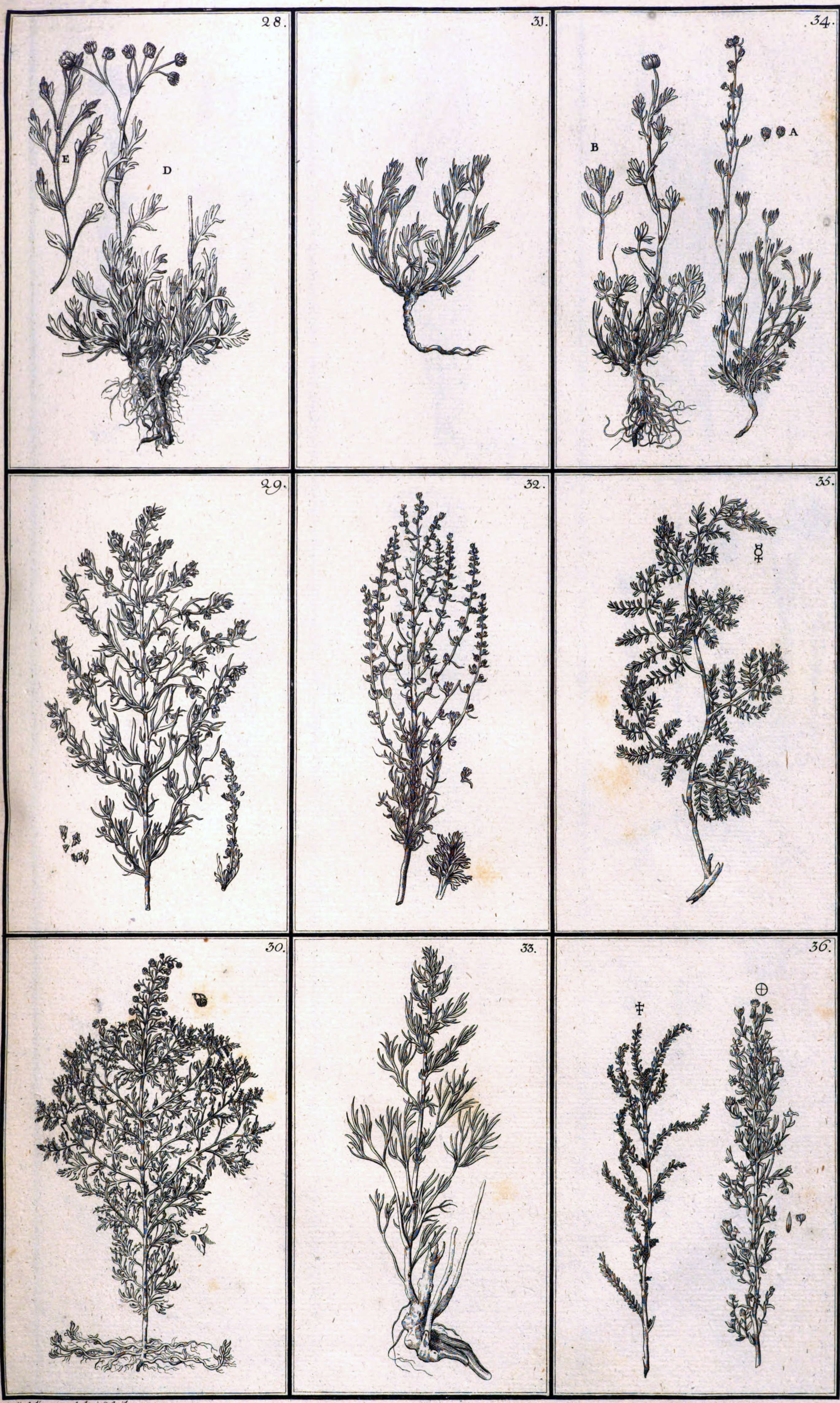
Teil 1, Tab. 4
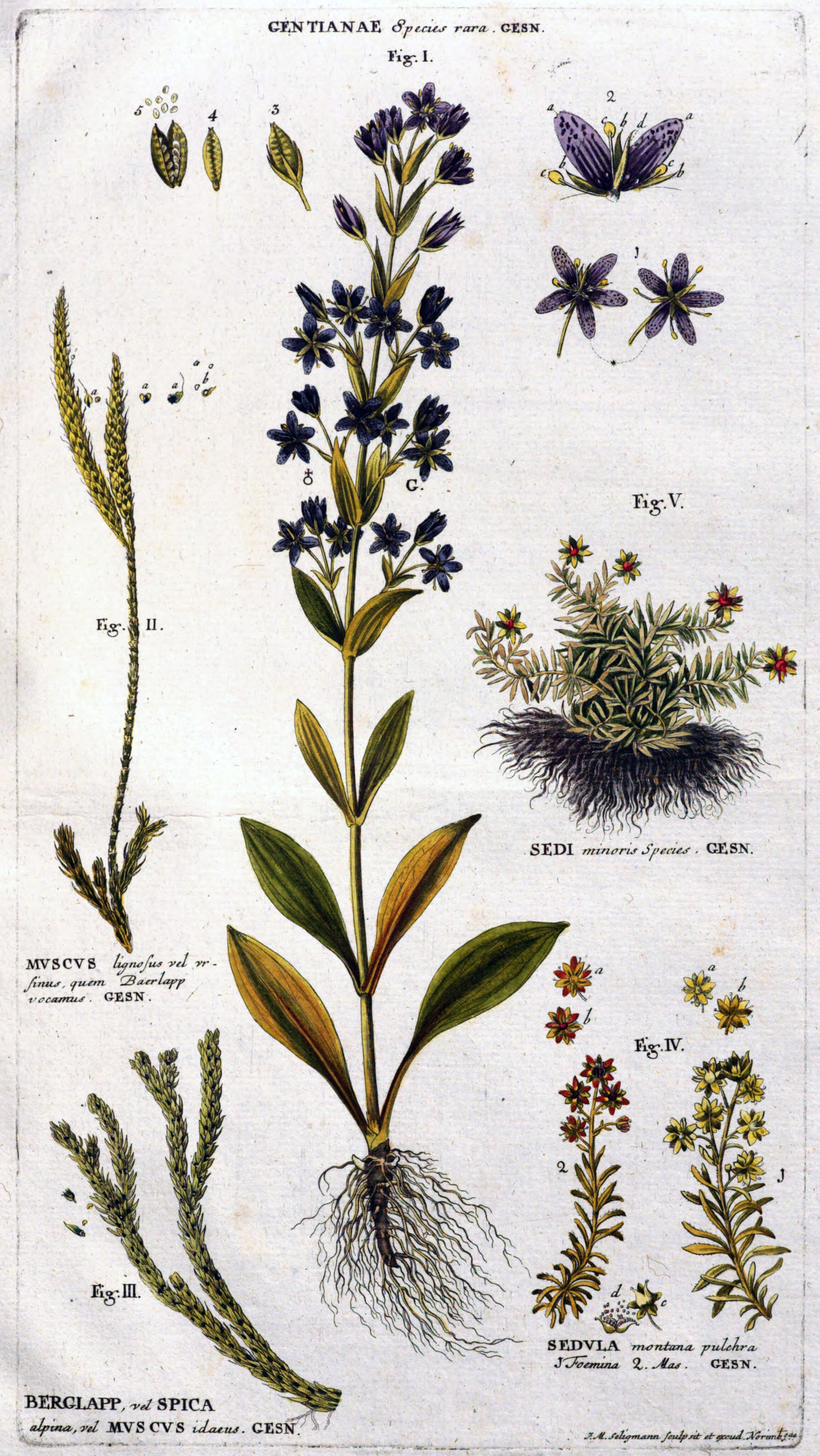
Teil 1, Fig. I-V
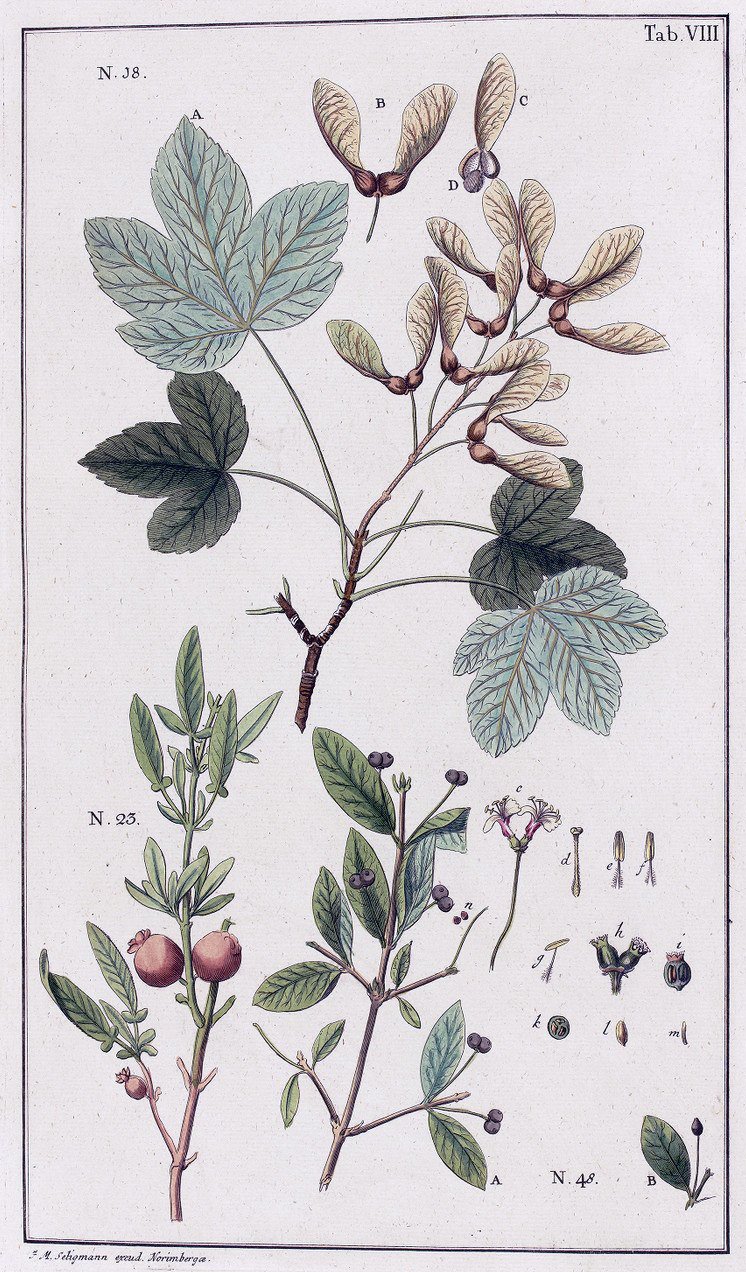
Teil 2, Tab. VIII

Zwischen 1751 und 1771 veröffentlichte Schmidel sein zweibändiges Werk Opera botanica mit Abbildungen von etwa 400 der von Gessner hinterlassene Pflanzenzeichnungen. Trew hinterließ seine Bibliothek und seine wissenschaftlichen Sammlungen der Universität Altdorf. Nach der Auflösung der Universität Altdorf im Jahr 1809, gelangten sie in den Bestand der Universitätsbibliothek Erlangen.

## Faksimile-Ausgaben
- Heinrich Zoller, Martin Steinmann, Karl Schmid (Hrsg.): Conradi Gesneri Historia plantarum. Aquarelle aus dem botanischen Nachlass von Conrad Gesner (1516–1565) in der Universitätsbibliothek Erlangen. 8 Bände, Urs Graf, Dietikon-Zürich 1972–1980.
- Heinrich Zoller, Martin Steinmann (Hrsg.): Conrad Gesner: Conradi Gesneri Historia plantarum Gesamtausgabe. 2 Bände, Urs-Graf, Dietikon-Zürich 1987–1991.